# Al-Múndir Imad-ad-Dawla
Al-Múndhir ibn Àhmad ibn Hud al-Hàjib Imad-ad-Dawla (àrab: المنذر بن أحمد بن هود الحاجب عماد الدولة, al-Munḏir b. Aḥmad b. Hūd al-Ḥājib ʿImād ad-Dawla) (?-1090), de la dinastia dels Banu Hud, fou emir de Lleida, Tortosa i Dénia entre 1081-1090, després de succeir el seu pare al-Múqtadir.
Estigué sempre en guerra contra el seu germà al-Mútaman, emir de Saragossa, pel desacord sobre l'herència paterna, i que comptava amb l'ajuda del Cid. Per aquest motiu va pactar aliances amb diversos nobles cristians: el rei d'Aragó Sanç Ramires, el comte de Barcelona Berenguer Ramon II, el comte d'Urgell i el comte de Cerdanya. Fou derrotat en la batalla d'Almenar el 1082 (en la qual fou empresonat el comte barceloní, que després al-Mútaman va acabar alliberant).
Va conquerir l'emirat de Xàtiva i va arribar a assetjar València, que aleshores era defensada per Alvar Háñez.
Quan Rodrigo Díaz de Vivar va iniciar la seva campanya particular devastant Polop, Dénia i Tortosa i altres poblacions, al-Múndhir va aliar-se altre cop amb els comtes catalans per enfrontar-s'hi, i fins i tot va arribar a demanar ajut al seu nebot i enemic Al Mustaín II. Va morir vers el 1090 i fou succeït pel seu fill Sulayman Sàyyid-ad-Dawla, el qual es veié obligat a pagar tribut al Cid.